# Solution à trois États
La solution à trois États est une solution de consensus au conflit israélo-palestinien, en vigueur des accords d'armistice israélo-arabes de 1949 à la guerre des Six Jours.
Elle propose l'attribution de la Cisjordanie à la Jordanie et de la bande de Gaza à l'Égypte.